# Stazione di Nosserio
La stazione di Nosserio era una stazione ferroviaria, posta sulla ferrovia Castagnole-Asti-Mortara, che fino al 1951 serviva strada Nosserio. Si trovava nei pressi di Costigliole d'Asti all'incrocio tra strada Chiaberto e strada Nosserio.

## Storia
La fermata fu inaugurata il 12 luglio 1870 contestualmente all'apertura della ferrovia Castagnole-Asti-Mortara, il cui esercizio fu ceduto dallo Stato alla Società per le Ferrovie dell'Alta Italia (SFAI) in virtù della legge di riforma del 1865 nel frattempo intervenuta.
In base alla legge "Baccarini" del 27 aprile 1885, la concessione fu trasferita nello stesso anno alla Società per le Strade Ferrate del Mediterraneo, con servizi eserciti dalla Rete Mediterranea, per poi passare nel 1905 alle neocostituite Ferrovie dello Stato.
La fermata fu chiusa nel 1951 e soppressa definitivamente il 1 gennaio 1964 a causa dello scarso traffico di viaggiatori ed anche per la natura franosa del terreno su cui sorgeva.